# Telitoquia
Telitoquia (do grego ϑηλυτοκία, composto de ϑῆλυς «feminino» e -τόκος «que gera») é um tipo de partenogênese em que fêmeas são produzidas a partir de ovos não fertilizados. É raro no reino animal e só tem sido relatada em cerca de 1500 espécies, sendo mais comum em invertebrados , como artrópodes , mas também pode ocorrer em vertebrados, como alguns lagartos (Cnemidophorus).
Telitoquia pode ocorrer por uma série de diferentes mecanismos, cada qual tem um impacto diferente sobre o nível de homozigose. Ela pode ser induzida em Hymenoptera pela bactéria Wolbachia e Cardinium, e também tem sido descrita em vários grupos de Hymenoptera, incluindo Cynipidae, Tenthredinidae, Aphelinidae, Ichneumonidae , Apidae e Formicidae.
Um exemplo de telitoquia  é a reprodução das abelhas que produzem fêmeas férteis, sem um macho. Isso ocorre na abelha-do-Cabo (Apis mellifera capensis) e, ocasionalmente, em algumas subespécies de abelhas. Na abelha a telitoquia ocorre quando a diplóide é restaurado pela fusão de dois produtos da meiose. Normalmente, os óvulos são haplóides ou seja, um conjunto de (16) cromossomos da mãe. Abelhas operárias do Cabo são capazes de produzir ovos fertilizados diplóide, ou seja, com 32 cromossomos. Este é um processo de divisão celular anormal. Normalmente, durante a anáfase da divisão da meiose os cromossomos são separados de seus pares, com um reduzido número de cromossomos. Teletoquia em anáfase é seguida por uma fusão dos produtos da meiose que restaura o número diplóide de cromossomos no óvulo ou zigoto.